# L'Épopée de Umar an-Nu'mân
L’Épopée de Umar an-Nu'mân est un récit du recueil les Mille et une nuits. Il s'étend des nuits 45 à 145 et est le plus long des contes du recueil.

## Histoire
Un roi du nom de Umar an-Nu'mân vivait à Bagdad. Ce roi avait un fils du nom de Sharr Kân qui n'avait pas son pareil au combat parmi les sujets du roi. Sharr Kân était son fils unique et espérait un jour succéder à son père. Un jour qu'il était en campagne, une concubine du roi, qui lui avait été offerte par le roi de Césarée, donna naissance à des jumeaux, un garçon et une fille.
Un jour, des émissaires du roi de Constantinople vinrent trouver le roi pour lui proposer une expédition militaire. Des navires du Basileus avaient été attaqués par le roi de Césarée. Le Basileus demandait donc l'aide de Umar an-Nu'mân pour récupérer ses biens. Le souverain accepta l'offre, ayant ainsi l'occasion de prouver la valeur de ses guerriers. De plus, son royaume était relativement calme et ses armées étaient peu en demande. Le roi envoya ses forces sous le commandement de son fils aîné.
Lorsque l'armée fut rendue en territoire byzantin, Sharr Kân décida, avec quelques-uns de ses compagnons, d'explorer les environs pour déceler des dangers. Le prince arriva bientôt dans une clairière où luttaient des jeunes filles. L'une d'elles se nommait Abrîza et n'avait point de rivales parmi ses compagnes. De plus, elle était d'une grande beauté. Sharr Kân voulut se mesurer à elle, mais il en fut pour ses frais. Abrîza lui offrit cependant de venir passer la nuit dans son château. Là, ils firent plus ample connaissances et, après lui avoir fait connaître ses origines, la fille du roi de Césarée informa le prince que le Basileus avait tendu un piège à l'armée musulmane pour pouvoir avoir l'avantage du terrain. Plein de gratitude et d'admiration pour Abrîza, Sharr Kân offrit à la jeune fille de retourner avec lui à Bagdad pour devenir son épouse, ce que la princesse accepta.
De retour à Bagdad, le roi fut immédiatement séduit par la princesse chrétienne et entreprit de passer une nuit avec elle avec l'aide de ses médecins. Droguée, la jeune fille qui n'avait jamais permis à aucun homme de partager sa couche fut abusée et fécondée par le roi. Dans les mois qui suivirent, la princesse honteuse et en colère face au manque d'honneur du souverain, entreprit de cacher sa grossesse. Lorsque sa grossesse fut presque arrivée à terme, elle entreprit de regagner sa patrie en compagnie de sa servante Marjâna. Sa servante trouva un esclave nègre qui accepta de faire le voyage. Au cours du voyage, l'esclave ne pouvant plus se contenir, décida d'abuser d'elle. La princesse lui résista jusqu'à se faire tuer par le nègre et ce dernier, son forfait accompli, laissa la pauvre Marjâna seule avec la dépouille de sa maîtresse. Heureusement pour la servante, une patrouille du roi de Césarée passa bientôt et la ramena en son pays pour qu'elle puisse y conter le funeste sort de la princesse.
Le temps passa et lorsque Sharr Kân fut en âge de gouverner, son père lui offrit la ville de
Damas. À Bagdad, les jumeaux ayant vieilli, ils voulurent un jour se rendre en pèlerinage à Jérusalem. Le roi refusa, mais les enfants entêtés partirent incognito avec une caravane. Le voyage se déroula bien au début, mais éventuellement, Daw' al-Makân tomba malade et sa sœur dut s'occuper de lui. Un jour, les jumeaux se trouvèrent totalement démunis et Nuzhat az-Zamân dut partir en recherche de bien pour pouvoir trouver de quoi s'occuper de son frère.
Elle rencontra un bédouin malhonnête qui, après lui avoir fait croire qu'il avait besoin d'une personne pour tenir compagnie à sa fille, la fit prisonnière et entreprit de la vendre comme esclave. Après un pénible voyage, ils arrivèrent finalement à Damas où un marchand qui décela l'éducation de la jeune fille en fit l'acquisition pour Sharr Kân. Lorsque celui-ci se rendit compte qu'elle était sa demi-sœur, il l'offrit en mariage à son chambellan. Par la suite, Nuzhat az-Zamân décida de se rendre à Bagdad pour y revoir son père. Elle partit donc en compagnie de son nouveau mari dans une caravane de marchands.
De son côté, Daw' al-Makân, lorsque sa sœur l'avait quitté, avait été pris en pitié par les habitants de Jérusalem et ceux-ci avaient payé un chamelier pour amener le malade à l'hospice de Damas. L'homme malhonnête l'avait jeté sur une pile de fumier après avoir empoché l'argent. Ce fut finalement un chauffeur de hammam qui trouva Daw' al-Makân et entreprit de s'occuper de lui. Lorsqu'il eut retrouvé ses forces, il émit le désir de gagner Damas puis Bagdad pour y retrouver son père. Son nouvel ami ne voulut pas lui laisser faire le voyage seul et décida de l'accompagner. C'est finalement au cours du voyage en caravane de Damas à Bagdad que les deux jumeaux furent finalement réunis.
Lorsqu'ils arrivèrent à Bagdad, ce fut pour y apprendre de bien tristes nouvelles. En effet, Dhât ad-Dawâhî, la mère du roi de Césarée, après avoir appris la mort de sa petite fille, avait entrepris de la venger en assassinant Umar an-Nu'mân. Ses projets avaient porté fruit et elle s'était enfuie en ramenant sa fille au Basileus, concubine du calife qui était aussi la mère des jumeaux, en pays chrétien.
Daw' al-Makân n'eut d'autres choix de succéder à son père dans les circonstances les plus tragiques et déclarer immédiatement une guerre sainte contre les chrétiens de Constantinople. En route, il retrouva son frère aîné et celui-ci se rallia au nouveau calife. Leurs premières campagnes contre les chrétiens furent couronnées de succès, tant que la vieille rusée de Dhât ad-Dawâhî voulut les piéger. Son plan était de faire tomber le roi et son frère dans un guet-apens où ils se feraient massacrer par les armées chrétiennes. Elle se fit passer pour un saint homme musulman et entreprit d'attirer les deux frères dans son piège. Cependant, la vaillance des deux frères et de leurs guerriers eut raison des intrigues de la vieille et ils rejoignirent bientôt le reste de leur armée sous les murs de Constantinople. Ils arrivèrent à temps pour sauver le chambellan qui s'y faisait attaquer et eurent tôt fait de repousser les chrétiens dans leur ville.
Constatant qu'ils ne viendraient jamais à bout des musulmans par des mêlées, les chrétiens
proposèrent de faire combattre les champions des deux armées. Le premier jour, Sharr Kân combattit le basileus Afridûn. Les deux guerriers étaient à peu près de force égale et le combat dura longtemps. Cependant, à la tombée du jour, une ruse déloyale de la part du souverain chrétien lui permit de blesser Sharr Kân. Le lendemain, Daw' al-Makân voulut venger la défaite subie par son frère, mais Afridûn perdit courage et Hardûb, le roi de Césarée, résolut de combattre à sa place. Il ne fit cependant pas le poids contre le jeune calife et fut bientôt tué.
La vieille qui était toujours dans le camp des musulmans apprit tard la nouvelle que son fils avait été tué. Elle en fut très attristée et résolut de le venger. N'arrivant pas à approcher le roi, elle s'en fut lâchement tuer Sharr Kân qui se recouvrait de sa blessure. Elle s'enfuit ensuite rejoindre les siens après avoir dévoilé sa véritable identité par son crime.
Après la mort de son frère, Daw al-Makân qui était toujours sous les murs de Constantinople n'avait plus vraiment le cœur à combattre. Il demanda à son vizir Dandân de lui conter une histoire pour le divertir. Ce dernier lui conta L'histoire de Tâj al-Mulûk et de la princesse Dunyâ. À la fin de l'histoire, le long siège n'avait rien donné et le calife décida de retourner à Bagdad.
De retour dans sa capitale, Daw al-Makân eut un fils et le temps passa. Un jour, le roi tomba malade et il mourut finalement avant que Kân Mâ Kân ait l'âge de régner. Ce fut donc le chambellan (donc l'oncle de Kân Mâ Kân) qui gouverna le pays en tant que régent. Lorsque le fils arriva à l'âge adulte, le chambellan refusa de lui laisser le pouvoir et alla même jusqu'à le chasser de Bagdad lorsque le prince avoua son amour à sa cousine Qudiya Fa-kân, fille du chambellan. Le prince erra donc pendant un temps à travers le désert, revint dans la capitale et après des pressions incessantes et une menace de sécession du vizir Dandân, le chambellan finit par abdiquer en faveur de son neveu.
Un jour qu'il était en expédition guerrière contre des chrétiens, Kân Mâ Kân fut fait prisonnier par le chef de ceux-ci, Rûmzân. Heureusement pour tous les prisonniers, le souverain chrétien fit un rêve qui lui fit découvrir que son prisonnier était aussi son cousin. En effet, ce fier guerrier n'était autre que le fils de la princesse Abrîza. Après s'être réconciliés, les cousins retournèrent à Bagdad pour y régner chacun leur tour.
Un jour, un marchand qui s'était fait attaquer dans le pays des califes vint se plaindre. Les deux rois montèrent donc une expédition pour capturer les pillards. Leur expédition fut couronnée de succès, ils défirent les pillards et capturèrent leurs trois chefs. Les trois personnages se révélèrent n'être autres que le bédouin qui avait vendu Nuzhat az-Zamân comme esclave, le nègre qui avait voulu abuser d'Abrîza et l'avait ensuite tuée et le chamelier qui avait été largement payé par les habitants de Jérusalem pour transporter Daw al-Makân à l'hospice de Damas lorsque le prince était malade et l'avait abandonné sur un tas de fumier à la place. Après avoir tué les trois malfaiteurs, Rûmzân et son neveu conclurent qu'il n'y avait qu'une personne dont ils devaient encore réclamer justice: Dhât ad-Dawâhî. Rûmzân fit usage de la ruse pour faire venir son arrière-grand-mère à Bagdad et, lorsqu'elle fut en leur pouvoir, les deux rois lui firent subir plusieurs humiliations et finalement crucifier sur la plus importante porte de Bagdad pour avoir osé porter la main sur des rois et fils de rois.